# Silesia Air

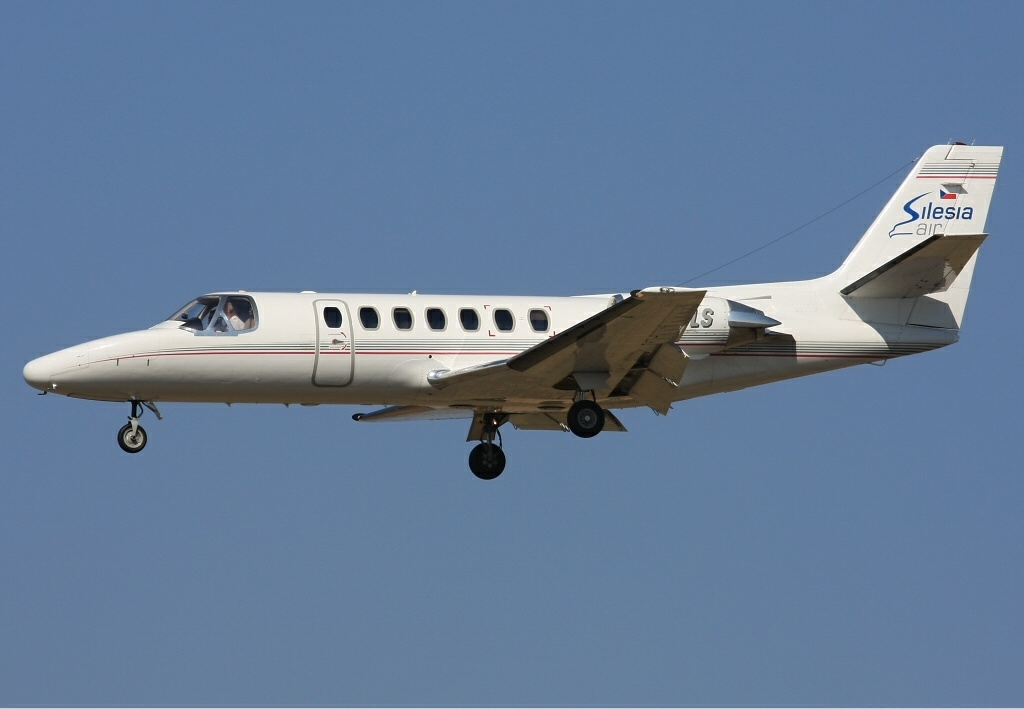
8místná Cessna 560 Citation V společnosti Silesia Air v roce 2009

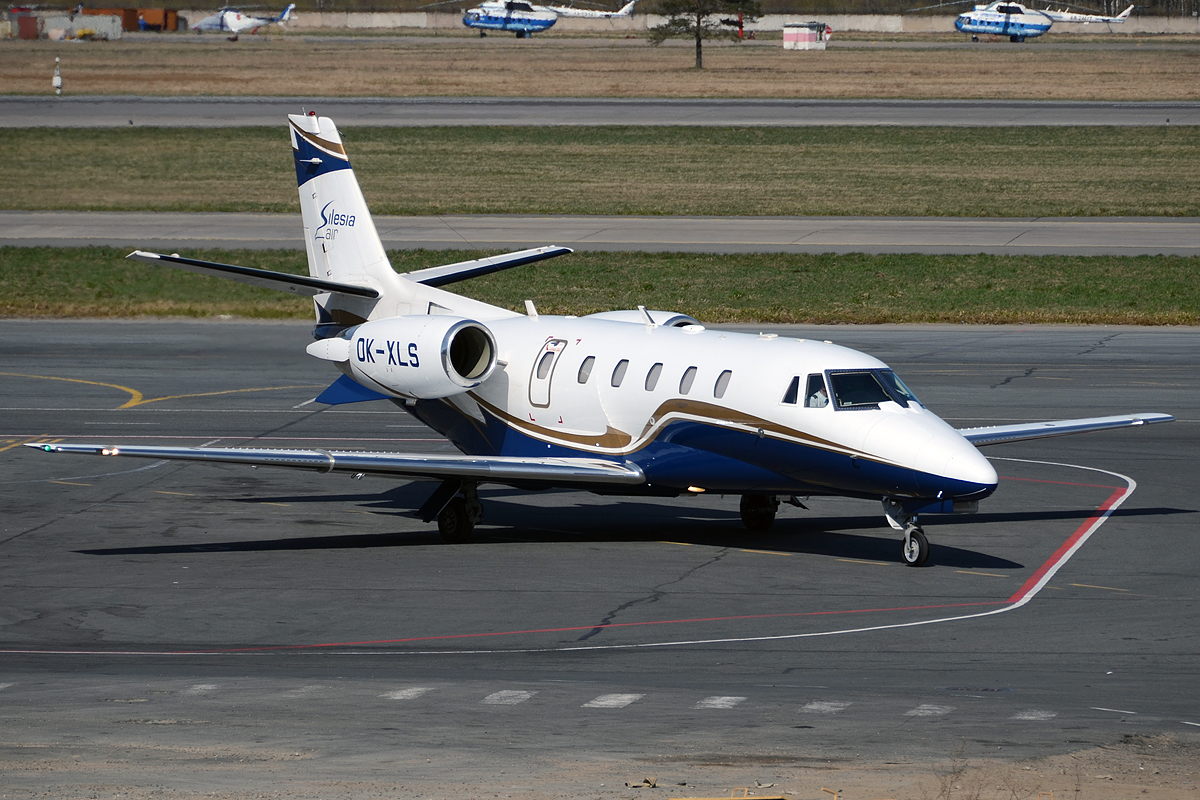
Cessna 560XL Citation XLS+ imatrikulace OK-XLS

Silesia Air s.r.o. je česká charterová letecká společnost provozující individuální přepravu nákladu a převážně osob – aerotaxi využívající business jety, má hlavní základnu na letišti Václava Havla v Praze, sídlí v Opavě. Typickými cílovými oblastmi společnosti jsou Evropa, Afrika, Asie, Blízký a Střední Východ. Byla založena v roce 2002, v roce 2016 zaměstnávala přibližně 11 pilotů. Již od založení je ředitelem společnosti Tomáš Karhánek (2017).

## Flotila

### Současná
Společnost v říjnu 2016 provozovala celkem 4 letouny:
| Typ                         | Počet | Objednané | Pasažéři | Poznámky     | Imatrikulace                                                 |
| --------------------------- | ----- | --------- | -------- | ------------ | ------------------------------------------------------------ |
| Cessna 560 Citation V       | 1     | —         | 8-9      | Od roku 2003 | OK-SLS (dříve D-CMCM), slouží pro leteckou záchrannou službu |
| Cessna 525 Citation Jet     | 1     | —         | 4-5      | Od roku 2004 | OK-SLA (dříve dříve D-IIJS)                                  |
| Cessna 560XL Citation Excel | 1     | —         | 8-9      | Od roku 2006 | OK-SLX (dříve N243CH)                                        |
| Cessna 560XL Citation XLS+  | 1     | —         | 8-9      | Od roku 2010 | OK-XLS                                                       |
| Celkem                      | 4     | —         |          |              |                                                              |

### Historická
Společnost v minulosti využívala následující letouny:
- 1x Cessna 421B Golden Eagle (2002–?), OK-TKF, kapacita 7 lidí